# Mohan Agashe

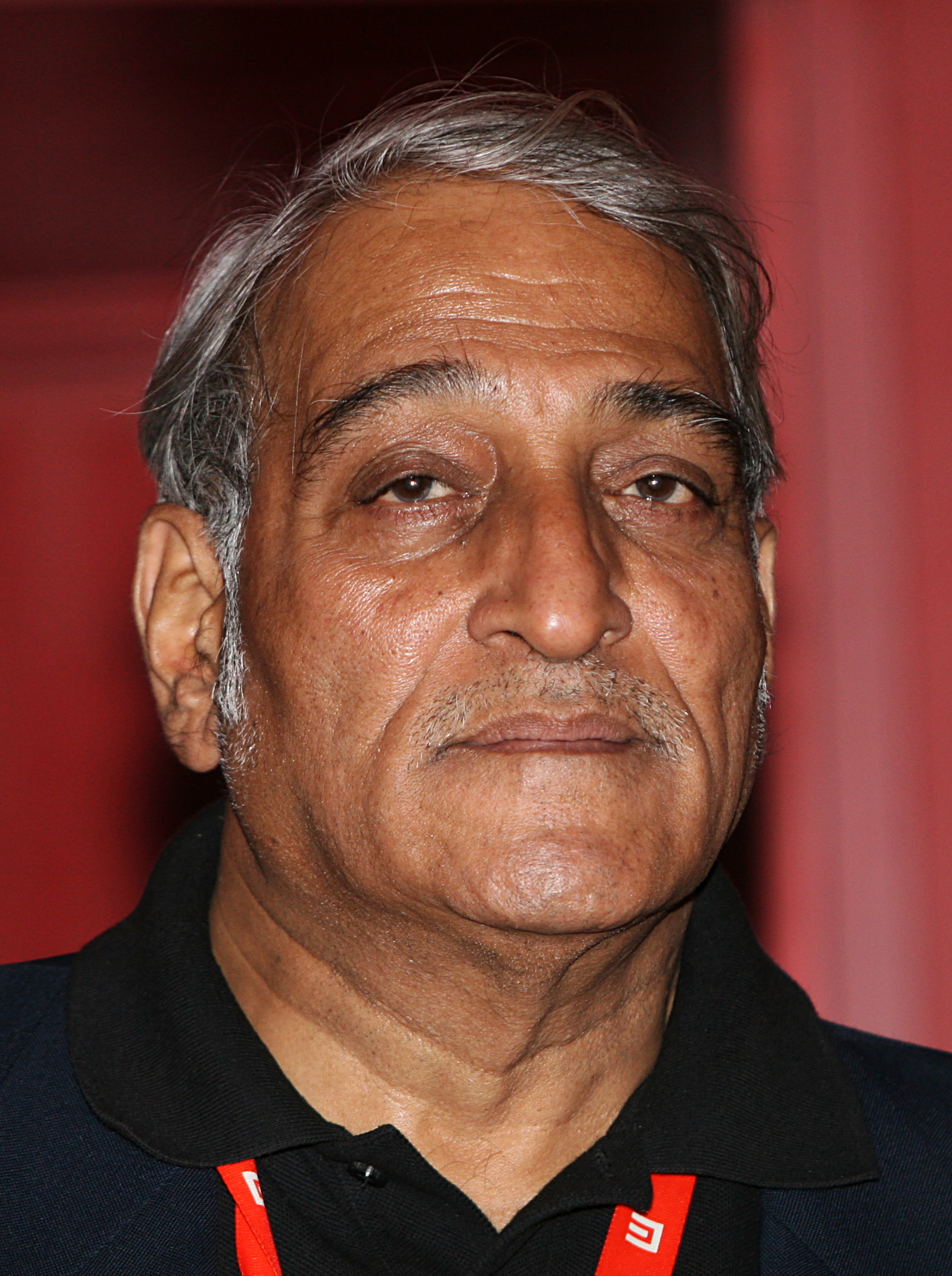
Mohan Agashe (2008)

Mohan Mahadeo Agashe (Marathi: मोहन आगाशे Mohan Āgāśe; * 23. Juli 1947 in Bhor) ist ein indischer Schauspieler und Psychiater.

## Leben
Agashe hatte bereits als Kind Erfahrungen in der Kindertheatergruppe von Sai Paranjpye und seinen ersten Filmauftritt 1961 in dem marathischen Film Nirupama Ani Parirani von Vinay Kale. Er besuchte die Nutan Marathi Vidyalaya High School in Pune. Kurz vor Ende seiner Schulzeit spielte er die Rolle des kranken Jungen Amol in Rabindranath Tagores Theaterstück Das Postamt.
Er studierte am B. J. Medical College in Pune, wo er 1974 seinen MBBS-Abschluss erlangte. Agashe spezialisierte sich in Psychiatrie und war Schüler des renommierten bengalischen Psychiaters Dhirendra Nath Nandi. Während seiner Studienzeit in Pune lernte er die ebenso theaterinteressierten Medizinstudenten Jabbar Patel und Satish Alekar kennen. Sie spielten gemeinsam in der von Patel gegründeten Theatergruppe „Theatre Academy“, die zu den bekanntesten Vertretern des modernen marathischen Theaters wurde. Insbesondere ihre Aufführungen von Vijay Tendulkars Stück Ghashiram Kotwal aus dem Jahr 1972, in denen Agashe zwanzig Jahre lang die Rolle des Nana Phadnavis verkörperte, erhielten internationale Beachtung auf Theaterfestivals in Europa und Nordamerika.
Seine beruflichen Karrieren als Psychiater und Schauspieler verfolgte Mohan Agashe parallel, wobei eine die andere immer wieder beeinflusste. Er arbeitete in der psychiatrischen Abteilung des staatlichen Sassoon Hospital in Pune, das an das B. J. Medical College angegliedert ist. Neben seiner praktischen Arbeit war er auch am College als Professor tätig. 1991 war er Berater für Psychiatrie der Regierung von Maharashtra im Zusammenhang mit der Gründung des Maharashtra Institute of Mental Health (MIMH) in Pune, dessen erster Direktor er wurde. Das Institut betraute ihn mit der Erforschung der psychischen Implikationen des Erdbebens im Distrikt Latur im Jahre 1993. Das 1994 von ihm initiierte Projekt „Development of Awareness Through Entertainment D.A.T.E.“ folgt dem Ansatz einer Erziehung ohne den pädagogischen Zeigefinger und hat sich unter anderem die Integration Behinderter zum Ziel gesetzt. Im Jahre 1998 führte sein Projekt zur Verbesserung der klinischen Psychiatrie zu einer Wende in der offiziellen Politik der Regierung von Maharashtra. Im Laufe seiner Karriere hielt Agashe auch den Vorsitz des Organisationskomitees der nationalen Konferenz  der Indischen Gesellschaft für Psychiatrie (Indian Psychiatric Society).
Einen besonderen Einfluss hatte Agashe auf die Verbreitung des GRIPS-Kindertheaters in Indien, mit dem er 1984/85 in Berlin in Kontakt kam. In Zusammenarbeit mit Volker Ludwig, Wolfgang Kolneder und Shrirang Godbole und gefördert vom Max Mueller Bhavan (Goethe-Institut) in Pune fanden die indischen Adaptionen von Max und Milli, Dicke Luft oder Linie 1 in unterschiedlichen Sprachfassungen (Marathi, Hindi, Bengali) ihren Weg auf die Bühnen Indiens. Für seine Verdienste um die Verbreitung des deutschen Theaters in Indien wurde Mohan Agashe 2002 mit dem Bundesverdienstkreuz und 2004 mit der Goethe-Medaille ausgezeichnet.
In seiner Filmkarriere spielte Mohan Agashe unter den Regisseuren Jabbar Patel, Shyam Benegal, Govind Nihalani, Satyajit Ray, Gautam Ghosh und Umesh Vinayak Kulkarni. Zu seinen wichtigsten Filmen gehören neben Patels Samna (1975), Jait Re Jait (1977) und Simhasan (1980) die Verfilmung von Tendulkars Ghashiram Kotwal (1976), Satyajit Rays Sadgati (1981) und Sandip Rays Target (1995). 1998 spielte Agashe eine Hauptrolle in Pamela Rooks’ Train to Pakistan nach dem gleichnamigen Roman von Khushwant Singh. Seit Ende der 2000er Jahre stand er für alle Langfilme Kulkarnis vor der Kamera.
Von April 1997 bis April 2002 war er Direktor des Film and Television Institute of India in Pune.
Mohan Agashe ist Junggeselle.

## Filmografie
- 1961: Nirupama Ani Parirani
- 1975: Samna
- 1975: Nishant
- 1976: Ghashiram Kotwal
- 1977: Jait Re Jait
- 1977: Bhumika
- 1980: Aakrosh – Schrei der Pein (Aakrosh)
- 1980: Simhasan
- 1980: Die Seewölfe kommen (The Sea Wolves)
- 1981: Sadgati – Fernsehfilm
- 1982: Gandhi (Gandhi)
- 1984: Paar
- 1984: Mashaal
- 1986: Kala Dhanda Goray Log
- 1987: Susman
- 1987: Maha Yatra
- 1988: The Perfect Murder
- 1988: Rihaee
- 1989: Bye Bye Blues
- 1991: Mississippi Masala (Mississippi Masala)
- 1992: Dein Herz kennt die Wahrheit (Dil Aashna Hai)
- 1992: Ek Hota Vidushak
- 1994: Patang
- 1995: Trimurti
- 1995: Mohini – Fernsehfilm
- 1995: Target
- 1995: Angrakshak
- 1996: Vrindavan Film Studios
- 1997: Gudia
- 1997: The Death Sentence: Mrityu Dand
- 1997: Bombay Blue – Fernsehserie
- 1998: Zor: Never Underestimate the Force
- 1998: Train to Pakistan
- 1999: Hu Tu Tu
- 2000: Seducing Maarya
- 2000: Gaja Gamini
- 2001: Aks
- 2001: A Pocket Full of Dreams
- 2002: Agni Varsha
- 2003: Gangaajal
- 2003: Paap – Eine verhängnisvolle Sünde (Paap)
- 2004: Devrai
- 2004: Ab Tak Chhappan
- 2004: Dance Like a Man
- 2004: Asambhav
- 2005: Kay Dyache Bola
- 2005: James
- 2005: Apaharan
- 2006: 1st Bite
- 2006: Rang De Basanti – Die Farbe Safran (Rang De Basanti)
- 2006: Shevri
- 2008: Valu
- 2009: Rita
- 2009: Vihir
- 2010: Samudra
- 2011: Phhir
- 2011: Deool
- 2012: Masala
- 2012: Maximum
- 2012: Jism 2

## Auszeichnungen
- Padma Shri (1990)
- Sangeet Natak Akademi Award (1996)
- Bundesverdienstkreuz am Bande (6. März 2002)[9]
- Goethe-Medaille (2004)